# Hymenophyllum sodiroi
Hymenophyllum sodiroi là một loài thực vật có mạch trong họ Hymenophyllaceae. Loài này được C. Chr. miêu tả khoa học đầu tiên năm 1905.